# Wojciech Zajączkowski

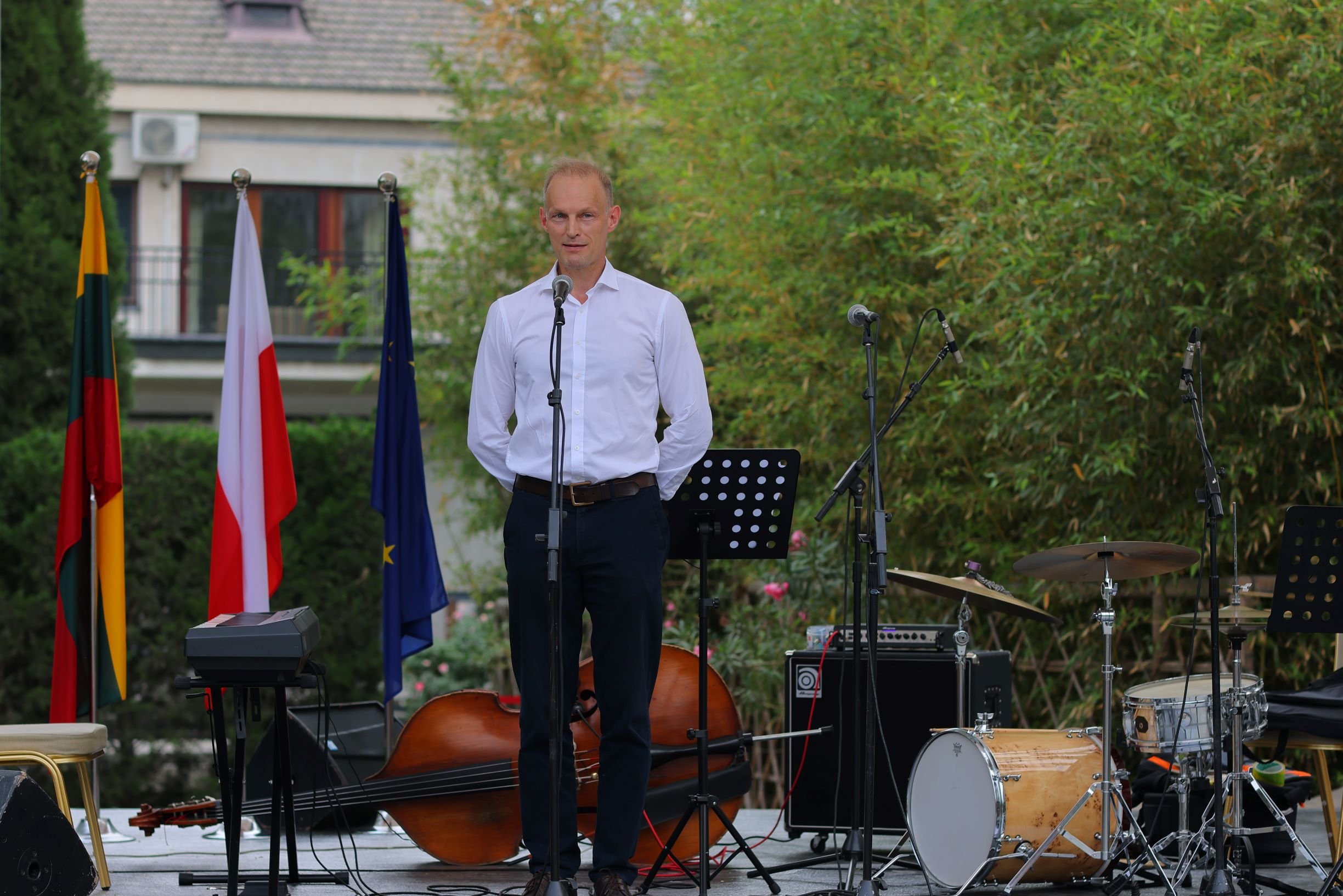
Wojciech Zajączkowski (2021)

Wojciech Jacek Zajączkowski (ur. 19 grudnia 1963 w Bydgoszczy) – polski politolog, historyk, urzędnik państwowy i dyplomata. Podsekretarz stanu w Ministerstwie Spraw Zagranicznych (od 2025), ambasador w Rumunii (2008–2010), Rosji (2010–2014) i Chinach (2018–2023).

## Życiorys

### Wykształcenie
Maturę zdał w 1982. W 1987 ukończył studia historyczne w Katolickim Uniwersytecie Lubelskim. Tytuł zawodowy magistra uzyskał na podstawie pracy pt. Prawosławie rosyjskie w poglądach Mariana Zdziechowskiego do 1917 roku, której promotorem był Ludomir Bieńkowski. Uczęszczał także na seminarium magisterskie Jerzego Kłoczowskiego. W 1999 na podstawie napisanej pod kierunkiem Joanny Kurczewskiej rozprawy W poszukiwaniu tożsamości społecznej. Inteligencja baszkirska, buriacka i tatarska wobec kwestii narodowej w Cesarstwie Rosyjskim i ZSRR uzyskał stopień doktora nauk humanistycznych w zakresie nauk o polityce w Instytucie Studiów Politycznych Polskiej Akademii Nauk.

### Praca zawodowa
W 1987 pracował w Wydawnictwie Archidiecezji Warszawskiej, a w 1988 jako redaktor w Ośrodku Dokumentacji i Studiów Społecznych. Publikował wówczas m.in. w „Przeglądzie Politycznym”, „Przeglądzie Katolickim”, „Ładzie” i „Więzi”. W 1988 przez kilka miesięcy prowadził kwerendę w Centre national de la recherche scientifique w Paryżu. W latach 1989–1991 był redaktorem w „Res Publica”. W latach 1991–1994 pracował jako główny specjalista w Ośrodku Studiów Międzynarodowych przy Senacie RP. Od 1991 do 1997 był zatrudniony w Ośrodku Studiów Wschodnich w Warszawie. W latach 1993–1998 pełnił funkcję dyrektora Forum Europy Środkowo-Wschodniej w Fundacji im. Stefana Batorego.
Od 1998 był radcą Ambasady RP w Moskwie. W 2000 przeszedł do pracy w Ambasadzie RP w Kijowie, gdzie w 2002 awansował na stanowisko I radcy. W latach 2000–2004 pełnił jednocześnie funkcje zastępcy ambasadora na Ukrainie oraz chargé d’affaires w Turkmenistanie. Jesienią 2004 dołączył do grupy ekspertów przygotowujących podczas pomarańczowej rewolucji w Kijowie mediację podjętą przez prezydenta Aleksandra Kwaśniewskiego. W Ministerstwie Spraw Zagranicznych pełnił funkcje zastępcy dyrektora Departamentu Europy w latach 2004–2006 oraz dyrektora Departamentu Polityki Wschodniej w latach 2006–2007. Na początku 2008 objął stanowisko zastępcy dyrektora Departamentu Strategii i Planowania Polityki Zagranicznej MSZ. Od lutego do sierpnia 2008 był głównym doradcą ds. polityki energetycznej w Kancelarii Prezesa Rady Ministrów.
31 sierpnia 2008 otrzymał nominację, a 9 września tego samego roku objął stanowisko ambasadora w Rumunii. Funkcję tę pełnił do 29 października 2010. W 2009 został odznaczony rumuńskim Krzyżem Komandorskim Orderu Wiernej Służby.
16 listopada 2010 otrzymał nominację na ambasadora RP w Rosji, a 30 listopada złożył listy uwierzytelniające. Funkcję tę pełnił do 31 lipca 2014. Od 2014 do 2018 zajmował stanowisko dyrektora Departamentu Strategii Polityki Zagranicznej Ministerstwa Spraw Zagranicznych. 6 grudnia 2017 powołany na ambasadora RP w Chinach, stanowisko objął w styczniu 2018. Listy uwierzytelniające złożył na ręce przewodniczącego Chińskiej Republiki Ludowej Xi Jinpinga 23 marca 2018. W 2020 wyróżniony przyznawaną przez ministra spraw zagranicznych nagrodą Amicus Oeconomiae za szczególny wkład w promocję polskiej gospodarki i wsparcie polskich przedsiębiorców za granicą. Stanowisko ambasadora w Pekinie zajmował do 18 sierpnia 2023. Od września 2023 był zastępcą dyrektora Departamentu Azji i Pacyfiku MSZ. W styczniu 2024 objął stanowisko dyrektora tego departamentu, w sierpniu tego samego roku został również p.o. dyrektora Departamentu Wschodniego MSZ. W sierpniu 2025 został powołany na stanowisko podsekretarza stanu w MSZ.

## Życie prywatne
Posługuje się angielskim, rosyjskim, francuskim, ukraińskim i rumuńskim. Żonaty z Izabellą Zajączkowską, ma troje dzieci.

## Wybrane publikacje
Publikacje książkowe
- Wojciech Zajączkowski (red.), Federacja czy rozpad Rosji?, Warszawa: Ośrodek Studiów Wschodnich, 1994, OCLC 749747332.
- Wojciech Zajączkowski, W poszukiwaniu tożsamości społecznej. Inteligencja baszkirska, buriacka i tatarska wobec kwestii narodowej w Cesarstwie Rosyjskim i ZSRR, Lublin: Instytut Europy Środkowo-Wschodniej, 2001, ISBN 83-85854-68-1.
- Wojciech Zajączkowski, Czy Rosja przetrwa do roku 2000, Warszawa: Oficyna Wydawnicza MOST, 1993, ISBN 83-85611-09-6.
- Wojciech Zajączkowski, Rosja i narody. Ósmy kontynent. Szkic dziejów Eurazji, Warszawa: Wydawnictwo MG, 2009, ISBN 978-83-61297-60-4; czeski przekład: Rusko a národy: Osmý kontinent, przeł. Petruška Šustrová, Praga: Misgurnus, 2011, ISBN 978-80-904931-0-0.
- Wojciech Zajączkowski, Zrozumieć innych. Metoda analityczna w polityce zagranicznej, Warszawa: Krajowa Szkoła Administracji Publicznej, 2011, ISBN 978-83-61713-37-1.
- Wojciech Zajączkowski, Rozumieć politykę międzynarodową. Metody analizy źródeł otwartych, Warszawa: Ośrodek Studiów Wschodnich, Wydawnictwo Naukowe Scholar, 2025, ISBN 978-83-68091-26-7.

Tłumaczenia
- Piotr Wandycz, The Landsof Partitioned Poland 1795–1918, Seattle: University of Washington Press, 1984; polski przekład: Pod zaborami. Ziemie Rzeczypospolitej w latach 1795–1918, przeł. Wojciech Zajączkowski, Warszawa: Państwowy Instytut Wydawniczy, 1994.